# Municipio de Tepatlaxco de Hidalgo
El municipio de Tepatlaxco de Hidalgo es uno de los 217 municipios en que se encuentra dividido el estado mexicano de Puebla. Su cabecera es la población de Tepatlaxco de Hidalgo.

## Geografía
El municipio se encuentra localizado en el centro del estado de Puebla, formando parte de la Zona metropolitana de Puebla. Tiene una extensión territorial de 61.502  kilómetros cuadrados que representan el 0.18% de la extensión total de Puebla. Sus coordenadas geográficas extremas son 19°3′ -19| 14' de latitud norte y 97°57′ - 98°3′ de longitud oeste, y su altitud va de un mínimo de 2300 de a un máximo de 4300 metros sobre el nivel del mar.
Limita al este con el municipio de Acajete, al sur y suroeste con el municipio de Amozoc y al suroeste con el municipio de Puebla. Al norte confina con el estado de Tlaxcala en la cumbre del volcán Malintzin, en particular con el municipio de Huamantla.

## Demografía
De acuerdo a los resultados del Censo de Población y Vivienda de 2010 realizado por el Instituto Nacional de Estadística y Geografía, la población total de Tepatlaxco de Hidalgo asciende a 16 275 personas, Tepatlaxco de Hidalgo tiene un crecimiento poblacional anual de 2,7%.
La densidad poblacional es de 264.63 habitantes por kilómetro cuadrado.

### Localidades
El municipio incluye en su territorio un total de 21 localidades. Las principales, considerando su población del censo de 2010 son:
| Localidad                  | Población |
| Total Municipio            | 16 275    |
| Tepatlaxco de Hidalgo      | 16 085    |
| Santa Cruz (Colonia Tetel) | 61        |
| Santa Cruz Buenos Aires    | 54        |
| Cansino                    | 41        |

## Política

### Representación legislativa
Para la elección de diputados locales al Congreso de Puebla y de diputados federales a la Cámara de Diputados federal, el municipio de Tepatlaxco de Hidalgo se encuentra integrado en los siguientes distritos electorales:
Local:
- Distrito electoral local de 12 de Puebla con cabecera en Amozoc de Mota.[4]

Federal:
- Distrito electoral federal 7 de Puebla con cabecera en la Tepeaca.[5]